# 島みやえい子
島みや えい子（しまみや えいこ、4月20日 - ）は、日本の女性シンガーソングライター、作詞家、作曲家。
北海道千歳市出身、札幌市在住。1999年から2011年まで音楽制作集団「I've」のボーカリストとして活躍し、現在は株式会社ハートカンパニー所属。血液型はA型。牡羊座。旧名は島宮 えい子（読み方は同じ）。

## 活動内容
I'veのメインボーカルの1人として、数々の楽曲でボーカルを担当。歌手活動と並行して札幌のRISE音楽院やミュージックトレーニングセンター春生楽（HAURA）でボーカル講師として長年活躍していた（HAURAではKOTOKOや川田まみ、詩月カオリなども生徒だった）。また、言葉の力（言霊）を使ったエモーショナル・ボイストレーニングの講師も勤めている。そのため、I'veメンバーやファンからは「えいこ先生」と呼ばれることも多い。
自身で作詞・作曲も行い、I've所属以前より北海道の企業イメージソングやCMソング等を多数制作（作詞、作曲、歌唱）している他、アーティストへの楽曲提供やプロデュースも務めている。
現在はミツノミュージックスクール、及び札幌スクールオブミュージック専門学校（SSM）にてヴォーカルコースの講師をしている。
シャンソン歌手である悠路は年の離れた実姉であり、そのつながりから悠路主催のコンサートにも出演、司会で参加することがある。
メジャーデビュー前の2001年11月5日より存在した本人公式サイト（『SHIMAMIYAN CHANT（旧、島宮えい子のまた〜り愛land）』）は、BBSにファンだけでなく本人やI'veなどの関係者もよく参加し、長きに渡り交流の場となっていたが2010年1月4日をもって閉鎖となった。しかし2011年12月1日、コミックマーケット81にビジュアルアーツブースより出店する自身のプロデュースする新ブランド『infinity』の立ち上げに伴い、新たに公式サイトを開設している。ジェネオンの公式サイトも存在するが、今後の同レーベルでの動向は不明。メジャー3枚目のミニアルバム『Perfect World』発売を記念しTwitterを開始。また、2011年10月よりmixiのアカウントを取得し、ファンとの新たな交流の場となっている。

## 来歴
- 1999年12月24日に発売されたI'veの1stアルバム『regret』に収録された「Last regrets -X'mas floor style-」でI'veボーカリストとしてデビュー。
- 2004年1月30日に発表した楽曲「乙女心＋√ネコミミ＝∞」でKOTOKOとツインボーカルで電波ソングを歌唱。しかし、それ以降は電波ソングを歌う機会がないようだ。この楽曲はI'veがリリースしたアルバム『SHORT CIRCUIT II』に収録されている。
- 2005年3月16日、ミニアルバム『ULYSSES』にてメジャーデビュー。同時に活動名義を「島宮えい子」から「島みやえい子」に改名。
- 2005年10月15日、I've初の日本武道館ライブ『I've in BUDOKAN 2005 〜Open the Birth Gate〜』に出演。
- 2006年5月24日、テレビアニメ『ひぐらしのなく頃に』のオープニングテーマを収録した1stシングル『ひぐらしのなく頃に』を発売。
- 2006年10月4日に1stオリジナルアルバム『O』を発売。それに伴い、同年10月14日から10月20日まで、自身初となるワンマンライブツアーを開催。
- 2008年、実写映画『ひぐらしのなく頃に』の主題歌を担当。同年4月16日に3rdシングル『WHEEL OF FORTUNE（運命の輪）』として発売。
- 2008年12月20日〜12月23日、自身初となるディナーショーを開催。
- 2009年1月2日、I'veの2度目の武道館ライブ『I'VE in BUDOKAN 2009 〜Departed to the future〜』に出演。
- 2010年6月1日、甲状腺癌を患っていることを告白。同時に2010年6月20日に原宿ASTRO HALLで行われる予定だった『Shimamiya 2010 LIVE “Perfect World”』の中止も発表。
- 2011年1月28日、甲状腺癌完治を公表。
- 2011年6月29日、同日発売のベストアルバム『E.P.S -Eiko PRIMARY SELECTION-』の発売を以って、I'veを卒業。
- 2011年12月1日、新公式サイト「eiko-shimamiya.com」を開設。
- 2011年12月29日からは自身の作品もリリース。M3などの同人イベントやブースでの自主制作CDやグッズの頒布を行っている。
- 2014年5月14日にLantisより発売された、自身の生徒である北海道出身の女性歌手・ASUKAのデビューシングル『蘭（RAN）』のタイトル曲「蘭（RAN）」の作詞とカップリング曲「To be continued」の作詞・作曲を担当。「蘭（RAN）」はテレビアニメ『ノブナガ・ザ・フール』のエンディングテーマに起用された。
- 2018年、 いとうかなこ、SHIHO、Makouとユニット「Quadrifoglio（クアドリフォリオ）」を結成し、4月29日に1stアルバム『Quadrifoglio』を発売。
- 2018年9月、ハートカンパニーへの移籍を発表[1]。
- 2021年4月25日、20周年記念アルバム『Aquarius』を発売[2]。
- 2025年5月5日、北広島市夢プラザにてメジャーデビュー20周年記念ライブを開催予定[3]。

## 作品

### シングル
| 枚   | 発売日         | タイトル                     | 規格品番    | 規格品番  | オリコン 最高位 |
| 枚   | 発売日         | タイトル                     | 初回限定盤  | 通常盤    | オリコン 最高位 |
| ---- | -------------- | ---------------------------- | ----------- | --------- | --------------- |
| ※    | 2003年1月1日   | 青い果実/スカボロフェア      |             | GS-030101 | 圏外            |
| 1st  | 2006年5月24日  | ひぐらしのなく頃に           | FCCM-0135   | 18位      |                 |
| 2nd  | 2007年8月22日  | 奈落の花                     | FCCM-0193   | 12位      |                 |
| 3rd  | 2008年4月16日  | WHEEL OF FORTUNE（運命の輪） | FCCJ-0002   | FCCJ-0001 | 23位            |
| 4th  | 2009年4月8日   | 誓い                         |             | FCCJ-0003 | 39位            |
| 5th  | 2009年6月24日  | Super scription of data      | FCCM-0267   | 35位      |                 |
| 6th  | 2009年7月29日  | Paranoia                     | GNCV-0019   | 185位     |                 |
| 7th  | 2012年6月21日  | Onkalo                       | ETB-0161    | 圏外      |                 |
| 8th  | 2012年10月28日 | Yellow                       | YELLOW-1028 | 圏外      |                 |
| 9th  | 2013年10月27日 | JAIKO                        | GSMU-1027A  | 圏外      |                 |
| 10th | 2015年1月28日  | 黒蝶のサイケデリカ           | FCCT-0158   | 176位     |                 |
| 11th | 2019年10月27日 | Photon                       | ONDK-2813   | 圏外      |                 |

#### その他
| 発売日         | タイトル       | 規格品番   | 備考                                                                   |
| -------------- | -------------- | ---------- | ---------------------------------------------------------------------- |
| 2007年7月1日   | あたしはめろん | MBCD-00202 | ドラマCD『めろん奮闘気 vol.2』オープニングテーマ                       |
| 2022年10月30日 | First Contact  | ONDK-3197  | 「松澤由実✕島みやえい子」名義。 M3-2022秋にて限定販売                  |
| 2024年6月15日  | あの夏の日の光 |            | 「島みやえい子、いとうかなこ、彩音」名義。「白川郷フェス」にて限定販売 |

### アルバム

#### オリジナル・アルバム
| 枚  | 発売日        | タイトル       | 規格品番   | 規格品番  | オリコン 最高位 |
| 枚  | 発売日        | タイトル       | 初回限定盤 | 通常盤    | オリコン 最高位 |
| --- | ------------- | -------------- | ---------- | --------- | --------------- |
| 1st | 2006年10月4日 | O              | GNCA-1105  | GNCA-1106 | 35位            |
| 2nd | 2008年4月2日  | ひかりなでしこ | GNCV-1003  | GNCV-1004 | 27位            |

#### ミニ・アルバム
| 枚  | 発売日         | タイトル      | 規格品番     | 規格品番     | オリコン 最高位 |
| 枚  | 発売日         | タイトル      | 初回限定盤   | 通常盤       | オリコン 最高位 |
| --- | -------------- | ------------- | ------------ | ------------ | --------------- |
| 1st | 2001年12月29日 | hologram      |              | GS-011225    | 圏外            |
| 2nd | 2002年8月10日  | VANILLA       | GS-020810    |              | 圏外            |
| 3rd | 2003年12月28日 | Ozone         | ICD-66010    |              | 圏外            |
| 4th | 2005年3月16日  | ULYSSES       | GNCA-7023    | 87位         |                 |
| 5th | 2005年12月14日 | Endless Loop  | GNCA-7040    | GNCA-7041    | 95位            |
| 6th | 2010年4月28日  | Perfect World |              | GNCV-1021    | 94位            |
| 7th | 2021年4月25日  | Aquarius      | ESAQ-9999C+D | ESAQ-9999C+D | 圏外            |

#### ベスト・アルバム
| 枚  | 発売日        | タイトル                       | 規格品番  | オリコン 最高位 |
| --- | ------------- | ------------------------------ | --------- | --------------- |
| 1st | 2011年6月29日 | E.P.S -Eiko PRIMARY SELECTION- | GNCV-1027 | 84位            |

### 参加作品
| 発売日   | 商品名                                                               | 歌                       | 楽曲 | 備考                                                         |
| 1999年   | 1999年                                                               | 1999年                   | 1999年 | 1999年                                                       |
| -------- | -------------------------------------------------------------------- | ------------------------ | --- | ------------------------------------------------------------ |
| 12月24日 | regret                                                               | 島宮えい子               | 「Last regrets -X'mas floor style-」 |                                                              |
| 2000年   |                                                                      |                          | |                                                              |
| 4月14日  | 真・瑠璃色の雪～ふりむけば隣に～ テーマソングCD                      | 島宮えい子               | 「氷結の夜」 「子守唄」 | PCゲーム『真・瑠璃色の雪 ～ふりむけば隣に～』初回特典CD      |
| 4月28日  | ファントムナイト 夢幻の迷宮2 初回特典CD                              | 島宮えい子               | 「Around the mind」 「Around the mind (Short ver.)」 「Around the mind (Karaoke ver.)」 | PCゲーム『ファントムナイト 夢幻の迷宮2』初回特典CD           |
| 4月28日  | せんぱい BGM DISC                                                    | 島宮えい子               | 「Dreamer」 「Dreamer (Instrumental ver.)」 「Dreamer (Karaoke ver.)」 「Dreamer -Remix-」 「Dreamer -Remix- (Instrumental ver.)」 | PCゲーム『せんぱい』初回特典CD                               |
| 5月14日  | Grand Blue Vocal Collection ｢Eye's Blue｣                             | 島宮えい子               | 「Now and Heaven」 |                                                              |
| 5月26日  | D*S 1&2 original theme song music disc                               | 島宮えい子               | 「ガラスの月」 「ガラスの月 (Karaoke ver.)」 「ガラスの月 (Short ver.)」 | PCゲーム『D*S 1&2』同梱CD                                    |
| 7月14日  | verge                                                                | 島宮えい子               | 「Dreamer」 「Now and heaven」 「氷結の夜」 「Around the mind」 「ガラスの月」 「verge」 |                                                              |
| 7月14日  | 絶望PLUS～青い果実の散花～ music cd                                  | 島宮えい子               | 「verge」 「verge (Instrumental)」 | PCゲーム『絶望PLUS～青い果実の散花～』同梱CD                 |
| 7月20日  | Snow Drop オリジナルソングCD                                         | 島宮えい子               | 「冬空の軌跡」 「冬空の軌跡 (Instrumental)」 | PCゲーム『Snow Drop』同梱CD                                  |
| 12月22日 | 奴隷市場 ORIGINAL SOUND-TRACK                                        | 島宮えい子               | 「To lose in amber」 「To lose in amber (Instrumental)」 | PCゲーム『奴隷市場』初回特典CD                               |
| 2001年   |                                                                      |                          | |                                                              |
| 1月      | 犠妹 ～背徳の契り～ ユーザー登録特典 プレミアムディスク              | 島宮えい子               | 「cover link (Short ver.)」 |                                                              |
| 2月21日  | Sense Off オリジナルサウンドトラック＆パーフェクトドラマ             | 島宮えい子               | 「sacred words」 |                                                              |
| 8月1日   | GIBOMAI MINI FANDISC                                                 | PEKO                     | 「sensitive 2001」 「sensitive 2001 -Karaoke ver.-」 「Fortress (1コーラス)」 |                                                              |
| 10月24日 | G-Mix                                                                | PEKO                     | 「とおりゃんせ (remix)」 |                                                              |
| 11月9日  | 淫らな罪～悦楽の終日～ Music CD                                      | 島宮えい子               | 「Now and Heaven」 | PCゲーム『淫らな罪 ～悦楽の終日～』同梱CD                    |
| 12月29日 | C-LICK                                                               | 島宮えい子               | 「verge -REVIVE Mix-」 | コミックマーケット61にて限定販売CD                           |
| 2002年   |                                                                      |                          | |                                                              |
| 6月26日  | Disintegration                                                       | 島宮えい子               | 「To lose in amber」 「王子よ 〜月の裏から〜」 |                                                              |
| 7月21日  | EMU ORIGINAL SOUND TRACK VOL.1                                       | Healing Leaf             | 「雨に歌う譚詩曲」 |                                                              |
| 9月20日  | はじらひ MUSIC DISC                                                  | Healing Leaf             | 「秋風に君を想ふ」 | PCゲーム『はじらひ』初回特典CD                               |
| 9月20日  | ブルーゲイルOP&EDマキシシングル vol.2 CARNAVAL                       | Healing Leaf             | 「秋風に君を想ふ」 | PCゲーム『はじらひ』初回特典CD                               |
| 9月20日  | Blue-Sky-Blue【s】-空を舞う翼- SPECIAL CD                            | 島宮えい子               | 「空を舞う翼」 | PCゲーム『Blue-Sky-Blue【s】-空を舞う翼-』同梱CD             |
| 12月28日 | diRTY GiFT                                                           | 島宮えい子               | 「World My Eyes」 | コミックマーケット63にて限定販売CD                           |
| 2003年   |                                                                      |                          | |                                                              |
| 6月13日  | [朱 -Aka-] ORIGINAL SOUND TRACKS                                     | 島宮えい子               | 「砂の城 -The Castle of Sand-」 | PCゲーム『朱 -Aka-』同梱CD                                   |
| 10月30日 | LAMENT                                                               | 島宮えい子               | 「SNOW -Album Mix-」 |                                                              |
| 10月30日 | OUT FLOW                                                             | 島宮えい子               | 「空を舞う翼 -Album Mix-」 「砂の城 -The Castle of Sand-」 |                                                              |
| 12月26日 | 朱 -Aka- オリジナルサウンドトラック:プリミティヴ                     | 島宮えい子               | 「砂の城 -The Castle of Sand-」 |                                                              |
| 2004年   |                                                                      |                          | |                                                              |
| 1月28日  | 幻燐の姫将軍II ～導かれし魂の系譜～ サウンドコレクション             | 島宮えい子               | 「導かれし魂の系譜」 |                                                              |
| 2月27日  | Silent Half 特典音楽CD                                               | 島宮えい子               | 「ADSR」 「ADSR -Long ver.-」 | PCゲーム『Silent Half』同梱CD                                |
| 12月17日 | 真説 猟奇の檻 THEME SONG CD                                          | 島宮えい子               | 「Automaton」 | PCゲーム『真説 猟奇の檻』同梱CD                              |
| 12月29日 | Mixed up -I've Remix Style-                                          | 島宮えい子               | 「砂の城 -The Castle of Sand- -Mixed up ver.-」 | コミックマーケット67にて限定販売CD                           |
| 2005年   |                                                                      |                          | |                                                              |
| 1月28日  | doll ～歌姫 vol.5 －響－                                             | 島宮えい子               | 「笑わない娘」 「Sad Vibration」 |                                                              |
| 6月10日  | PHANTOM KNIGHT 夢幻の迷宮 Platinum Edition SOUND TRACK               | 島宮えい子               | 「Around the mind」 「Around the mind -Karaoke ver.-」 | PCゲーム『夢幻の迷宮 Platinum Edition』同梱CD                |
| 7月30日  | Fair Heaven                                                          | I've Special Unit        | 「Fair Heaven」 「Fair Heaven -Karaoke Ver.-」 「Fair Heaven -Instrumental Ver.-」 「Fair Heaven -Practice Track-」 | I've in Budokan 2005 アニメイト販売分チケット同梱CD          |
| 8月12日  | Image Craft Music Selection 3 "Slow Step" オリジナルサウンドトラック | Healing Leaf             | 「Slow Step」 |                                                              |
| 9月30日  | COLLECTIVE                                                           | 島みやえい子             | 「Around the mind」 |                                                              |
| 2006年   |                                                                      |                          | |                                                              |
| 7月21日  | ひぐらしのなく頃に オリジナルサウンドトラック Vol.1                  | 島みやえい子             | 「ひぐらしのなく頃に ～TV Version～」 |                                                              |
| 2007年   |                                                                      |                          | |                                                              |
| 4月4日   | 天壌を翔る者たち                                                     | Love Planet Five         | 「天壌を翔る者たち」 「天壌を翔る者たち -Instrumental-」 「天壌を翔る者たち -Raven fly edit-」 |                                                              |
| 6月22日  | SHORT CIRCUIT II                                                     | KOTOKO & 島みやえい子    | 「乙女心＋√ネコミミ＝∞」 |                                                              |
| 9月27日  | 劇場版「灼眼のシャナ」オリジナルサウンドトラック                     | Love Planet Five         | 「天壌を翔る者たち (劇場版サイズ)」 |                                                              |
| 12月12日 | ひぐらしのなく頃に解 オリジナルサウンドトラック Vol.1                | 島みやえい子             | 「奈落の花 ～Short Version～」 |                                                              |
| 12月29日 | I've MANIA Tracks Vol.I                                              | 島みやえい子             | 「sensitive 2001」 |                                                              |
| 12月29日 | I've MANIA Tracks Vol.I                                              | I've Special Unit        | 「See You 〜小さな永遠〜 -P.V ver.-」 |                                                              |
| 2008年   |                                                                      |                          | |                                                              |
| 9月24日  | master groove circle                                                 | 島みやえい子             | 「WHEEL OF FORTUNE (運命の輪) [SINE6 remix]」 「ひぐらしのなく頃に [SORMA No.1 Re-mix]」 「ひかりなでしこ [Eric Mouquet from Deep Forest remix]」 |                                                              |
| 12月28日 | The Front Line Covers                                                | 島みやえい子             | 「DROWNING -The Front Line Covers-」 「I will... -The Front Line Covers-」 |                                                              |
| 2009年   |                                                                      |                          | |                                                              |
| 3月25日  | I've Sound 10th Anniversary 「Departed to the future」Special CD BOX | 島みやえい子             | 「Paranoia」 「To lose in amber -I'VE in BUDOKAN 2009 Ver.-」 |                                                              |
| 3月25日  | I've Sound 10th Anniversary 「Departed to the future」Special CD BOX | Love Planet Five         | 「HYDIAN WAY」 |                                                              |
| 10月7日  | 鉄歌～鉄道会社の歌                                                   | 島みやえい子             | 「夢の路線」 |                                                              |
| 12月29日 | I've MANIA Tracks Vol.II                                             | 島みやえい子             | 「Fortress」 |                                                              |
| 12月29日 | I've MANIA Tracks Vol.II                                             | Healing Leaf             | 「秋風に君を想ふ」 |                                                              |
| 12月30日 | master groove circle 2                                               | 島みやえい子             | 「奈落の花 [Eat Static Remix]」 「ULYSSES [Eric Mouquet Remix]」 |                                                              |
| 12月30日 | master groove circle 2                                               | Love Planet Five         | 「天壌を翔る者たち [MASA remix]」 |                                                              |
| 2010年   |                                                                      |                          | |                                                              |
| 9月24日  | EXTRACT                                                              | Healing Leaf             | 「Slow Step」 |                                                              |
| 12月29日 | I've MANIA Tracks vol. III                                           | 島みやえい子             | 「cross my heart」 |                                                              |
| 2011年   |                                                                      |                          | |                                                              |
| 7月29日  | TRIBAL LINK-L                                                        | 島みやえい子             | 「SHIFT -世代の向こう-」 | I'veカバーアルバム                                           |
| 7月29日  | TRIBAL LINK-R                                                        | 島みやえい子             | 「Close to me…」 | I'veカバーアルバム                                           |
| 12月29日 | 130cm × アラケン ボーカルコレクション                                | 島みやえい子             | 「業の祈り」 |                                                              |
| 2012年   |                                                                      |                          | |                                                              |
| 2月24日  | 猫撫ディストーション Exodus vocal minialbum                          | 島みやえい子             | 「リピカ」 「リピカ -instrumental-」 |                                                              |
| 6月29日  | G.C.BEST -I've GIRL's COMPILATION-                                   | 島みやえい子             | 「Around the mind」 |                                                              |
| 6月29日  | G.C.BEST -I've GIRL's COMPILATION-                                   | I've Special Unit        | 「See You 〜小さな永遠〜 -P.V ver.-」 「Fair Heaven」 |                                                              |
| 6月29日  | ビジュアルアーツ20周年記念CD                                         | 島みやえい子             | 「sacred words」 「とおりゃんせ」 |                                                              |
| 6月29日  | Orpheus ～君と奏でる明日へのうた～                                   | 島みやえい子他           | 「Orpheus ～君と奏でる明日へのうた～」 | ビジュアルアーツ20周年記念ソング                             |
| 2015年   |                                                                      |                          | |                                                              |
| 2月4日   | ひぐらしのなく頃に テーマソングコレクション                          | 島みやえい子             | 「ひぐらしのなく頃に」 「奈落の花」 「Super scription of data」 「WHEEL OF FORTUNE （運命の輪）」 「ディオラマ」 「誓い」 |                                                              |
| 3月15日  | IVE RADICAL ENSEMBLE of 15th ANNIVERSARY ライブパンフレットCD        | 2015 I've Special Unit   | 「See You ～小さな永遠～ 2015 Extended mix」 | I've15周年記念ライブパンフレット付属CD                       |
| 4月26日  | まじかる★ジゴワット                                                  | IOSYS feat. 島みやえい子 | 「Blessed Mary of Valour」 |                                                              |
| 2016年   |                                                                      |                          | |                                                              |
| 5月27日  | 罪ナル螺旋ノ檻 オリジナルサウンドトラック                            | 島みやえい子             | 「Blood」 |                                                              |
| 11月30日 | 灰鷹のサイケデリカ 主題歌&サウンドトラック                           | 島みやえい子             | 「Vermelho -ヴェルメリオ-」 「Vermelho -ヴェルメリオ- (instrumental)」 |                                                              |
| 2018年   |                                                                      |                          | |                                                              |
| 1月1日   | I've C-VOX 2000 - 2014                                               | 島みやえい子             | 「World My Eyes」 「Ozone」 「銀河の子」 「十四の月」 「愛のうた」 「宇宙の花」 「cross my heart」 「Fortress」 「sensitive 2001」 「I will... -The Front Line Covers-」 「verge -REVIVE Mix-」 「DROWNING -The Front Line Covers-」 「砂の城 〜The Castle of Sand〜 -Mixed up-」 |                                                              |
| 2019年   |                                                                      |                          | |                                                              |
| 9月20日  | 蛇香のライラ ～Allure of MUSK～ 主題歌&サウンドトラック              | 島みやえい子             | 「愛香のファジュル」 「愛香のファジュル (instrumental)」 |                                                              |
| 2021年   |                                                                      |                          | |                                                              |
| 12月18日 | I've 20th Anniversary E-VOX                                          | 島みやえい子             | 「Dreamer」 「PREY」 「子守唄」 「とおりゃんせ」 「冬空の軌跡」 「Pirouette」 「空を舞う翼」 「cover link」 |                                                              |
| 2022年   |                                                                      |                          | |                                                              |
| 10月15日 | ひぐらしのなく頃に20周年記念CD「Thanks/you -卒業-」                  | 島みやえい子             | 「you -卒業-」 | テレビアニメ『ひぐらしのなく頃に卒』最終話エンディングテーマ |

### 参加映像作品
| 発売日                                 | 商品名                                                                                | 販売形態 | 楽曲 |
| -------------------------------------- | ------------------------------------------------------------------------------------- | -------- | --- |
| 2003年9月5日                           | I've P.V Collection vol.3                                                             | DVD      | 「See You ～小さな永遠～ -P.V. Mix-」(I've Special Unit名義) 「メイキング」 |
| 2006年6月23日 2006年11月10日（完全版） | I've in BUDOKAN 2005 〜Open the Birth Gate〜                                          | DVD      | 「砂の城 -The Castle of Sand-」 「Around the mind」 「Automaton」 「See You ～小さな永遠～」(I've Special Unit名義) 「Fair Heaven」(I've Special Unit名義)                                                              |
| 2009年8月26日                          | I've in BUDOKAN 2009 ～Departed to the future～                                       | DVD      | 「WHEEL OF FORTUNE (運命の輪)」 「銀河の子」 「HYDIAN WAY」(Love Planet Five名義) 「See You 〜小さな永遠〜」(Love Planet Five名義) 「天壌を翔る者たち名義」(Love Planet Five名義) 「Fair Heaven」(Love Planet Five名義) |
| 2013年1月29日                          | ビジュアルアーツ大感謝祭 LIVE 2012 in YOKOHAMA ARENA ～きみとかなでるあしたへのうた～ | Blu-ray  | 「verge」 「sacred words」 「さよならを教えて 〜comment te dire adieu〜」 |
| 2016年1月27日                          | IVE RADICAL ENSEMBLE OF 15th ANNIVERSARY                                              | Blu-ray  | 「ひぐらしのなく頃に」 「スカラベの祈り」 「銀河の子」 「See You ～小さな永遠～ (2015 Extended mix)」(2015 I've Special Unit名義)                                                                                       |

### 楽曲提供
| 時期   | 楽曲                      | アーティスト                                                                                      | 担当               | 備考                                                                            |
| ------ | ------------------------- | ------------------------------------------------------------------------------------------------- | ------------------ | ------------------------------------------------------------------------------- |
| 2011年 | JUPITER ～2012～ K-style  | KOTOKO                                                                                            | 作詞・作曲（共作） | アルバム『5TEARS Vol.1』収録曲                                                  |
| 2011年 | 日常                      | 妙                                                                                                | 作詞・作曲         | アルバム『5TEARS Vol.1』収録曲                                                  |
| 2011年 | Mermaid blues             | 妙                                                                                                | 作詞・作曲         | アルバム『5TEARS Vol.1』収録曲                                                  |
| 2011年 | Fairy land                | 椿カオリ                                                                                          | 作詞・作曲         | アルバム『5TEARS Vol.1』収録曲                                                  |
| 2011年 | カーネーション            | karuta                                                                                            | 作詞・作曲         | アルバム『5TEARS Vol.1』収録曲                                                  |
| 2012年 | ジェイドの龍              | 鳥畑うみ                                                                                          | 作詞・作曲         | アルバム『5TEARS Vol.2』収録曲                                                  |
| 2012年 | Distance                  | SHIHO                                                                                             | 作詞・作曲         | アルバム『5TEARS Vol.2』収録曲                                                  |
| 2012年 | ピチカートの涙            | 多田葵                                                                                            | 作詞・作曲         | アルバム『5TEARS Vol.2』収録曲                                                  |
| 2012年 | Infini                    | Lia                                                                                               | 作詞・作曲         | アルバム『5TEARS Vol.2』収録曲                                                  |
| 2013年 | 3月うさぎのお茶会         | MAHO                                                                                              | 作詞・作曲         | EP『MAHO（魔法）』収録曲                                                        |
| 2013年 | マッチ売りの少女          | MAHO                                                                                              | 作詞・作曲         | EP『MAHO（魔法）』収録曲                                                        |
| 2013年 | Lovin' you                | MAHO                                                                                              | 作詞・作曲         | EP『MAHO（魔法）』収録曲                                                        |
| 2013年 | 水霊（みずたま）          | 橘エリカ                                                                                          | 作曲               |                                                                                 |
| 2013年 | 真白き城の物語            | 茅原実里                                                                                          | 作曲               | アルバム『NEO FANTASIA』収録曲                                                  |
| 2013年 | チャイム                  | MAHO                                                                                              | 作詞・作曲         | EP『grow up』収録曲                                                             |
| 2013年 | 同窓会                    | MAHO                                                                                              | 作詞・作曲         | EP『grow up』収録曲                                                             |
| 2013年 | 半径5キロの恋             | MAHO                                                                                              | 作詞・作曲         | EP『grow up』収録曲                                                             |
| 2014年 | ステップ                  | カサンドラ                                                                                        | 作詞               | PCゲーム『3Ping Lovers!☆一夫二妻の世界へようこそ♪』エンディングテーマ           |
| 2014年 | ミラクル☆デイズ           | カサンドラ                                                                                        | 作詞               | PCゲーム『あまたらすリドルスター』オープニングテーマ                            |
| 2014年 | new song                  | ASUKA                                                                                             | 作詞・作曲         | アルバム『exchange』収録曲                                                      |
| 2014年 | 蘭（RAN）                 | ASUKA                                                                                             | 作詞               | テレビアニメ『ノブナガ・ザ・フール』エンディングテーマ                          |
| 2014年 | To be continued           | ASUKA                                                                                             | 作詞・作曲         | シングル『蘭（RAN）』カップリング曲                                             |
| 2014年 | Salvation                 | カサンドラ                                                                                        | 作詞               | PCゲーム『カミツレ ～7の二乗不思議～』オープニングテーマ                        |
| 2015年 | stella-nord               | あゆむ                                                                                            | 作曲               | 映画『帰っておいで』主題歌                                                      |
| 2015年 | Merry Christmas to you    | ASUKA & Faylan                                                                                    | 作曲               |                                                                                 |
| 2016年 | 約束の空                  | あゆむ                                                                                            | 作曲               |                                                                                 |
| 2016年 | ZERO                      | ASUKA                                                                                             | 作詞               | アルバム『invoice』収録曲                                                       |
| 2016年 | BANGA NARUKEMA!           | ASUKA                                                                                             | 作詞               | アルバム『invoice』収録曲                                                       |
| 2016年 | ネリネの花束              | ASUKA                                                                                             | 作詞               | アルバム『invoice』収録曲                                                       |
| 2016年 | Everybody's friend        | ASUKA                                                                                             | 作詞・作曲         | アルバム『invoice』収録曲                                                       |
| 2016年 | ハーメルンの音楽隊        | あゆむ                                                                                            | 作詞・作曲         | アルバム『えこバラ』収録曲                                                      |
| 2016年 | parallelogram             | あゆむ                                                                                            | 作曲               | アルバム『えこバラ』収録曲                                                      |
| 2016年 | でもね                    | ほしのしほ                                                                                        | 作曲               | アルバム『えこバラ』収録曲                                                      |
| 2016年 | 名もない花                | ほしのしほ                                                                                        | 作詞・作曲         | アルバム『えこバラ』収録曲                                                      |
| 2016年 | triangle                  | 橘エリカ                                                                                          | 作曲               | アルバム『えこバラ』収録曲                                                      |
| 2016年 | 帰り道                    | 赤部ゆき                                                                                          | 作詞・作曲         | アルバム『えこバラ』収録曲                                                      |
| 2016年 | 花よ咲け! 咲け叫べ!       | JAPANARIZM                                                                                        | 作詞               |                                                                                 |
| 2017年 | Individual                | 里歩                                                                                              | 作曲               | アルバム『えこパフェ』収録曲                                                    |
| 2017年 | penguin                   | 歌恋                                                                                              | 作詞・作曲         | アルバム『えこパフェ』収録曲                                                    |
| 2018年 | あなたのファン            | Clara                                                                                             | 作詞・作曲         | コンピレーションアルバム『ありがとう5』収録曲                                   |
| 2018年 | お弁当を届けに            | Quadrifoglio                                                                                      | 作詞・作曲         | アルバム『Quadrifoglio』収録曲                                                  |
| 2018年 | オムネモア                | Quadrifoglio                                                                                      | 作詞・作曲（共作） | アルバム『Quadrifoglio』収録曲                                                  |
| 2018年 | あざみ                    | VANA                                                                                              | 作詞・作曲         |                                                                                 |
| 2019年 | シエル                    | ほしのしほ                                                                                        | 作曲               |                                                                                 |
| 2019年 | 何もない私には            | 田所あずさ                                                                                        | 作曲               | シングル『リトルソルジャー』カップリング曲                                      |
| 2019年 | Moving                    | 福山潤                                                                                            | 作曲               | シングル『dis-communicate』カップリング曲                                       |
| 2019年 | Trust                     | Quadrifoglio                                                                                      | 作詞・作曲         | アルバム『Quadrifoglio 2』収録曲                                                |
| 2019年 | Pineal                    | Quadrifoglio                                                                                      | 作詞・作曲         | アルバム『Quadrifoglio 2』収録曲                                                |
| 2019年 | まけるなアル かがやけアル | 本庄アル（鬼頭明里）                                                                              | 作曲               | テレビアニメ『ひとりぼっちの○○生活』関連曲                                      |
| 2019年 | 爆笑ぼっち塾 校歌         | 里ぼっち（森下千咲）、砂尾なこ（田中美海）、本庄アル（鬼頭明里）、 ソトカ・ラキター（黒瀬ゆうこ） | 作曲               | テレビアニメ『ひとりぼっちの○○生活』関連曲                                      |
| 2019年 | Beautiful                 | Mijuki                                                                                            | 作詞・作曲         |                                                                                 |
| 2019年 | Harvest Song              | 石川由依                                                                                          | 作曲               | アルバム『UTA-KATA旋律集vol.1 ～夜明けの吟遊詩人～』収録曲                      |
| 2019年 | 獣退治                    | 石川由依                                                                                          | 作曲               | アルバム『UTA-KATA旋律集vol.1 ～夜明けの吟遊詩人～』収録曲                      |
| 2019年 | ライフライン              | 第七音楽室                                                                                        | 作詞・作曲         |                                                                                 |
| 2019年 | 囚われのTeaTime           | Chrono-Lexica                                                                                     | 作詞               | スマートフォン用ゲーム『アイドルマスター ミリオンライブ! シアターデイズ』関連曲 |
| 2020年 | Mr. ゲップマン            | Quadrifoglio                                                                                      | 作詞               | アルバム『Quadrifoglio 3』収録曲                                                |
| 2020年 | Quadrifoglio              | Quadrifoglio                                                                                      | 作詞・作曲         | アルバム『Quadrifoglio 3』収録曲                                                |
| 2020年 | てとてとて                | 阿部寿世                                                                                          | 作詞・作曲         | テレビアニメ『バジャのスタジオ 〜バジャのみた海〜』主題歌                       |
| 2020年 | 手紙                      | ヴァイオレット・エヴァーガーデン（石川由依）                                                      | 作詞・作曲         | テレビアニメ『ヴァイオレット・エヴァーガーデン』関連曲                          |
| 2020年 | ネズミ戦隊ネズレンジャー  | 関野ロコ（久保田梨沙）、貫井はゆ（白石晴香）、前原仁菜（近藤玲奈）                                | 作曲               | テレビアニメ『おちこぼれフルーツタルト』挿入歌                                  |
| 2020年 | ブロ子の歌                | 関野ロコ（久保田梨沙）                                                                            | 作曲               | テレビアニメ『おちこぼれフルーツタルト』挿入歌                                  |
| 2020年 | オリジネーション          | 凩まなつ（高田憂希）、金成かなえ（古木のぞみ）                                                    | 作曲               | テレビアニメ『まえせつ!』挿入歌                                                 |
| 2020年 | 東京                      | TACCAR                                                                                            | 作詞・作曲         |                                                                                 |
| 2021年 | 月之謌                    | Quadrifoglio                                                                                      | 作曲               | 『消えた世界と月と少女』ボーカルアルバム収録曲                                  |
| 2022年 | 月蝕のよるに              | 藤城リエ                                                                                          | 作曲               |                                                                                 |

## ラジオ
- 島宮えい子 気分はバニラ→島みやえい子 気分はバニラ（HBCラジオ / 終了）
- 島みやえい子と愉快なASUKA→島みやえい子と愉快なカオリン（FMしろいし / 終了）

## ライブ・イベント
- EIKO SHIMAMIYA LIVE 2005 "ULYSSES"（2005年5月7日）
  - 東京「Shibuya O-East」
- I've in BUDOKAN 2005 〜Open the Birth Gate〜（2005年10月15日）
  - 東京「日本武道館」
- Eiko Shimamiya Live Tour Winter 2005 “Endless Loop（回廊）”（2005年12月）
  - 16日、札幌「MESSE HALL」
  - 23日、大阪「BAYSIDE Jenny」
  - 24日、名古屋「Electric Lady Land」
  - 26日、東京「Shibuya O-EAST」
- Eiko Shimamiya LIVE TOUR 2006“O”（2006年10月)
  - 14日、大阪「ESAKA」
  - 15日、名古屋「BOTTOM LINE」
  - 20日、東京「LIQUID ROOM」
- EIKO SHIMAMIYA ACOUSTIC LIVE NITE 2007 〜Three Christmas Days〜（2007年12月）
  - 15日、名古屋「Plastic Factory」
  - 16日、大阪「Flamingo the Arusha」
  - 17日、東京都「文化放送メディアプラスホール」
- Eiko Shimamiya LIVE TOUR 2008（2008年5月）
  - 6日、東京「ASTRO HALL」
  - 10日、福岡「VIVRE HALL」
  - 11日、岡山「IMAGE」
  - 17日、仙台「MACANA」
  - 24日、大阪「MUSE」
  - 25日、名古屋「ELECTRIC LADY LAND」
- EIKO SHIMAMIYA Christmas Dinner Show 2008 〜Under the mistletoe,on X'mas eve〜（2008年12月）
  - 20日、大阪「Flamingo the Arushha」
  - 21日、東京・青山「DIAMOND HALL -Sapphire Room-」
  - 23日、北海道「ANCBRUGE」
- I'VE in BUDOKAN 2009 〜Departed to the future〜（2009年1月1日〜1月2日）
  - 会場：東京「日本武道館」
- EIKO SHIMAMIYA 2010 LIVE "Perfect World"（2010年6月20日）の開催は本人急病のため中止となった。
  - 東京「原宿　ASTRO HALL」
- EIKO SHIMAMIYA acoustic LIVE 2011（2011年5月13日）
  - 東京「自由学園明日館 講堂」
- IVE's BIRTHEVE PARTY（2011年6月11日）
  - 札幌「KRAPS HALL」
- TRIBAL LINK 2011 in TOKYO（2011年7月3日）
  - 東京「STUDIO COAST」
- ビジュアルアーツ大感謝祭 「Shift:NEXT →Generation!」 -きみとかなでるあしたへのうた-　（2012年7月29日）
  - 会場：横浜アリーナ
- Real OoPARTS 2012 EIKO SHIMAMIYA（2012年6月9日）
  - 東京「ESPミュージカルアカデミー12号館 club 1ne 2wo」
- 島みやえい子 Twitter 10,000フォロワーありがとうライブinフラミンゴ（2012年11月9日）
  - 大阪「Flamingo the Arusha（フラミンゴ・ジ・アルーシャ）」
- IVE RADICAL ENSEMBLE OF 15th ANNIVERSARY (2015年3月15日)
  - 東京ドームシティホール
- 島みやえい子　Birthday LIVE 2015 (2015年4月18日)
  - 札幌市「6アンダーグラウンド」
- 島みやえい子 Major 10th Anniversary Live (2015年4月18日)
  - 札幌市「KRAPS HALL」
- 秋葉ナイトfeat島みやえい子 SPECIAL LIVE (2016年10月9日)
  - 札幌市「sound lab mole」
- 島みやえい子東京ボイトレ＆ミニライブ (2016年12月23日)
  - レッスン場所／ベースオントップ中野サンプラザ店211スタジオ 東京都中野区中野4-1-1 中野サンプラザB1F
- 島みやえい子 BIRTHDAY LIVE 2017 (2017年4月22日)
  - ホテルニューオータニイン札幌B1　オークルーム
- 島みやえい子・SHIHO・PON　路面電車LIVE～夢の路線～in SAPPORO (2017年10月7日)
- 島みやえい子 Birthday Live 2018 (2018年4月22日)
  - 円山夜想(マルヤマノクターン）、札幌市
- Le triangle + 島みやえい子 in 京都 (2018年5月27)
  - モダンタイムス、京都
- 島みやえい子門下生 大発表会2018 (2018年9月1日)
  - 円山夜想、札幌市
- Le triangle vol.3 in 小樽 (2018年10月26日)
  - 小樽 GOLDSTONE、小樽市
- 島みやえい子 BIRTHDAY LIVE 2019 (2019年4月21日)
  - 札幌 Sound Lab mole
- 島みやえい子と仲間たち 2020 Live (2020年11月8日)
  - 札幌 El Mango（エルマンゴ）
  - 公式YouTubeチャンネル「Eiko-Channel」にて生配信
  - 出演: ほしのほし、饗庭あやこ、Mayko、蒼山ちろる、chii、AMAKOTO、奥谷りよ、カゲチカユキ、天弓まき、今美子、MIKIKO、黄川田玲、佐藤正人、TACCAR、ヨコノワタル、龍果、愛羅、ASUKA、NaO、rieco、DJ AIRI KIRISHIMA
- 島みやえい子 Aquarius Live 2021「還」 (2021年7月9日予定)
  - 札幌 Sound Lab mole

## タイアップ一覧
| 曲名                        | タイアップ                                                                | 時期   |
| --------------------------- | ------------------------------------------------------------------------- | ------ |
| あおあおと                  | 曹洞宗『グリーン・プラン』テーマソング                                    | 1998年 |
| 氷結の夜                    | PCゲーム『真・瑠璃色の雪 〜ふりむけば隣に〜』オープニングテーマ           | 2000年 |
| 子守唄                      | PCゲーム『真・瑠璃色の雪 ～ふりむけば隣に～』挿入歌                       | 2000年 |
| Around the mind             | PCゲーム『ファントムナイト ～夢幻の迷宮Ⅱ～』主題歌                        | 2000年 |
| Dreamer                     | PCゲーム『せんぱい』オープニングテーマ                                    | 2000年 |
| ガラスの月                  | PCゲーム『D*S 1&2』エンディングテーマ                                     | 2000年 |
| verge                       | PCゲーム『絶望 2000 ～青い果実の散花～』主題歌                            | 2000年 |
| 滝野の森                    | 滝野すずらん丘陵公園『森のはなとぴあ2000』テーマソング                    | 2000年 |
| 冬空の軌跡                  | PCゲーム『Snow Drop』エンディングテーマ                                   | 2000年 |
| PREY                        | PCゲーム『ナイトメア 4.1』オープニングテーマ                              | 2000年 |
| sacred words                | PCゲーム『Sense Off』オープニングテーマ                                   | 2000年 |
| とおりゃんせ                | PCゲーム『とおりゃんせ』挿入歌                                            | 2000年 |
| To lose in amber            | PCゲーム『奴隷市場』オープニングテーマ                                    | 2000年 |
| Fortress                    | PCゲーム『Deep Fantasy』オープニングテーマ                                | 2001年 |
| 雨に歌う譚詩曲[a]           | PCゲーム『雨に歌う譚詩曲 ～A rainbow after the rain～』オープニングテーマ | 2002年 |
| 秋風に君を想ふ[a]           | PCゲーム『はじらひ』エンディングテーマ                                    | 2002年 |
| 空を舞う翼                  | PCゲーム『Blue-Sky-Blue【s】 -空を舞う翼-』オープニングテーマ             | 2002年 |
| cross my heart              | PCゲーム『innocent world』オープニングテーマ                              | 2002年 |
| Pirouette                   | PCゲーム『ONE and ONLY』オープニングテーマ                                | 2002年 |
| 砂の城 -The Castle of Sand- | PCゲーム『朱 -Aka-』挿入歌                                                | 2003年 |
| あたしはめろん              | ドラマCD『めろん奮闘気 vol.2』オープニングテーマ                          | 2003年 |
| 導かれし魂の系譜            | PCゲーム『幻燐の姫将軍2 〜導かれし魂の系譜〜』オープニングテーマ          | 2003年 |
| 乙女心＋√ネコミミ＝∞[b]     | PCゲーム『王立ネコミミ学園 ～あなたのための発情期♪～』オープニングテーマ  | 2004年 |
| ADSR                        | PCゲーム『Silent Half』エンディングテーマ                                 | 2004年 |
| 夢の路線                    | 札幌市公共交通イメージソング                                              | 2004年 |
| あなたを乗せて              | 札幌市公共交通イメージソング                                              | 2004年 |
| Automaton                   | PCゲーム『真説 猟奇の檻』オープニングテーマ                               | 2004年 |
| Slow Step[a]                | PCゲーム『Slow Step』エンディングテーマ                                   | 2004年 |
| ひぐらしのなく頃に          | テレビアニメ『ひぐらしのなく頃に』オープニングテーマ                      | 2006年 |
| 伝えゆく唄                  | PCゲーム『峰深き瀬にたゆたう唄』オープニングテーマ                        | 2006年 |
| cover link                  | PCゲーム『連鎖病棟』オープニングテーマ                                    | 2006年 |
| いのちのうた                | HBC制作DVD『旭山動物園の世界 ～動物たちの春夏秋冬～』挿入歌               | 2007年 |
| 奈落の花                    | テレビアニメ『ひぐらしのなく頃に 解』オープニングテーマ                   | 2007年 |
| WHEEL OF FORTUNE (運命の輪) | 映画『ひぐらしのなく頃に』主題歌                                          | 2008年 |
| ディオラマ                  | 映画『ひぐらしのなく頃に』エンディングテーマ                              | 2008年 |
| Super scription of data     | OVAシリーズ『ひぐらしのなく頃に 礼』オープニングテーマ                    | 2009年 |
| 誓い                        | 映画『ひぐらしのなく頃に 誓』主題歌                                       | 2009年 |
| 業の祈り                    | PCゲーム『眠れる花は春をまつ。』エンディングテーマ                        | 2011年 |
| リピカ                      | PCゲーム『猫撫ディストーション Exodus』エンディングテーマ                 | 2012年 |
| フリルの風                  | PCゲーム『D.C. ～ダ・カーポ～』10周年記念応援ソング                       | 2012年 |
| 黒蝶のサイケデリカ          | PS Vita用ゲーム『黒蝶のサイケデリカ』エンディングテーマ                   | 2015年 |
| blood                       | PCゲーム『罪ナル螺旋ノ檻』挿入歌                                          | 2016年 |
| Vermelho -ヴェルメリオ-     | PS Vita用ゲーム『灰鷹のサイケデリカ』エンディングテーマ                   | 2016年 |
| 啼骸の鳥                    | スマートフォン用ゲーム『啼骸の鳥』主題歌                                  | 2018年 |
| 愛香のファジュル            | PCゲーム『蛇香のライラ ～Allure of MUSK～』エンディングテーマ             | 2019年 |
| Asura[c]                    | スマートフォン用ゲーム『しんけん魁!!』テーマソング                        | 2019年 |
| 指先の熱                    | スマートフォン用ゲーム『東方LostWord』MV Project 第1弾起用曲              | 2020年 |
| キミシニタマフコトナカレ    | パチンコ『Pひぐらしのなく頃に 廻』搭載曲                                  | 2020年 |
| 穴                          | パチンコ『Pひぐらしのなく頃に 廻』搭載曲                                  | 2020年 |
| you -卒業-                  | テレビアニメ『ひぐらしのなく頃に 卒』最終話エンディングテーマ             | 2021年 |

- ^a 「Healing Leaf」名義。
- ^b 「KOTOKO&島みやえい子」名義。
- ^c 「塚原義弘 feat. 島みやえい子」名義

### ユニットメンバー
1. 1 2 3 4  島みやえい子、川田まみ
2. 1 2 3 4  KOTOKO、MELL、MOMO、SHIHO、島みやえい子、川田まみ、詩月カオリ
3. 1 2 3 4 5  KOTOKO、MELL、川田まみ、島みやえい子、詩月カオリ
4. ↑  KOTOKO、Lia、多田葵、川田まみ、詩月カオリ、茶太、Rita、LiSA
5. ↑  KOTOKO、島みやえい子、SHIHO、MOMO、川田まみ、詩月カオリ、Larval Stage Planning、YUZUNO、IKU
6. ↑  七尾百合子（伊藤美来）、永吉昴（斉藤佑圭）、真壁瑞希（阿部里果）、望月杏奈（夏川椎菜）、ロコ（中村温姫）